# The Wandering Earth 2
The Wandering Earth 2 (Chinees: 流浪地球2; Pinyin: Liú Làng Dì Qiú 2) is een Chinese sciencefictionfilm uit 2023, geregisseerd door Frant Gwo. De film is een prequel op de film The Wandering Earth uit 2019, die is gebaseerd op het gelijknamige korte verhaal van Liu Cixin, die fungeert als producent van de film.

## Verhaal
De zon veroudert snel en breidt zich snel uit, en zal de Aarde in honderd jaar overspoelen en het zonnestelsel in driehonderd jaar vernietigen. Voor het voortbestaan van de mensheid zijn de Verenigde Naties gereorganiseerd in de United Earth Government (afgekort UEG), ter bevordering van plannen zoals het Ark Project, het Monthly Project en het Mountain Move Project.

## Rolverdeling
| Acteur     | Personage    |
| ---------- | ------------ |
| Andy Lau   | Tu Hengyu    |
| Wu Jing    | Liu Peiqiang |
| Li Xuejian | Zhou Zhezhi  |
| Sha Yi     | Zhang Peng   |
| Ning Li    | Ma Zhao      |

## Release
De film ging in première op 22 januari 2023 in enkele landen, waaronder China, de eerste dag van de Chinese nieuwjaarsvakantie. De film had dezelfde dag ook een Noord-Amerikaanse beperkte bioscoopuitgave.

## Ontvangst
Op Rotten Tomatoes heeft Plane een waarde van 78% en een gemiddelde score van 6,4/10, gebaseerd op 11 recensies. Op Metacritic heeft de film een gemiddelde score van 56/100, gebaseerd op 7 recensies.